# Luci Juli Cèsar (pretor 183 aC)
Luci Juli Cèsar (en llatí Lucius Julius Caesar) va ser un magistrat romà que pertanyia a la gens Júlia i a la família dels Cèsar, d'origen patrici.
Va ser fill de Luci Juli Cèsar, un personatge de la família del que res se sap. Va ser pretor l'any 183 aC i va rebre com a província la Gàl·lia Cisalpina, amb l'encàrrec d'impedir que els gals de la Gàl·lia Transalpina, que havien anat a Itàlia, poguessin construir la ciutat d'Aquileia que ja havien començat.